# Viertageschlacht
Lowestoft – Bergen – Viertageschlacht – St. James’s Day Fight – Medway

Die Seeschlacht der vier Tage war eines der zahlreichen Seegefechte zwischen Niederländern und Engländern im Verlauf des Zweiten Niederländisch-Englischen Krieges von 1665 bis 1667. Sie begann am 11. Juni 1666 nahe der Küste Flanderns, in der südlichen Nordsee. Im Englischen nennt man sie Four Days Battle, im Niederländischen Vierdaagse Zeeslag.

## Vorgeschichte
König Karl II. von England hatte das Kommando über die englische Flotte unter den Admiralen George Monck, und Prince Rupert aufgeteilt. Letzterer wurde mit einem Drittel der englischen Flotte in den westlichen Ärmelkanal abkommandiert, da ein Eingreifen der Franzosen in den Krieg befürchtet wurde.
Am Morgen des 11. Juni 1666 ankerte die niederländische Flotte unter Admiral Michiel de Ruyter mit 84 Schiffen, 4.600 Geschützen und 22.000 Mann Besatzung vor Dünkirchen. Er hoffte auf Frankreichs Hilfe und wollte seine Flotte mit der französischen Flotte vereinen. Monck erfuhr von de Ruyters Präsenz und griff mit seinen 58 Schiffen unverzüglich an.

## Verlauf der Schlacht
Bei südlichem Wind traf Monck, von Westen kommend, auf die ankernden Niederländer. Gegen 12 Uhr mittags griff er in geschlossener Kiellinien-Formation die südlich stehende Nachhut der niederländischen Flotte unter Cornelis Tromp an. Dieser konnte gerade noch die Ankertaue kappen und Segel setzen. Bis etwa 16 Uhr setzten ihm die Engländer heftig zu. Als sich die Flotten der Küste Flanderns näherten, musste die englische Flotte abdrehen, da ihre Schiffe mehr Tiefgang hatten.
Dies ermöglichte de Ruyter und der niederländischen Vorhut unter Cornelis Evertsen, in das Gefecht einzugreifen. In der Drehung wurde das englische Linienschiff Swiftsure zusammen mit zwei weiteren Schiffen erobert und der Vizeadmiral William Berkeley dabei getötet. Die Rainbow floh nach Ostende, verfolgt von zwölf Schiffen Tromps. In der Nacht besserten beide Flotten ihre Schäden aus. Kampfunfähige Schiffe wurden entlassen. Admiral Cornelis Evertsen fiel, als die brennende englische Henry mit ihrer letzten Salve einen niederländischen Angriff abwies und entkam.
Monck wiederholte am Morgen des 12. Juni seinen Angriff. Die Flotten begegneten sich auf Ost-West-Kurs, und Tromp scherte aus der niederländischen Linie aus, nicht, wie man öfter behauptet, um die Luv-Position zu gewinnen, sondern weil er die richtigen Signale einfach nicht gesehen hatte. Dabei geriet er wieder in Bedrängnis, und de Ruyter musste ihm zu Hilfe kommen. Die Ordnung der niederländischen Flotte löste sich vollends auf. Da den Engländern nur noch 47 Schiffe verblieben waren, konnten sie keinen Vorteil aus dieser Lage ziehen. Am Nachmittag erschienen die zwölf Schiffe, die vergebens die Rainbow verfolgt hatten, wieder am Horizont. Monck, glaubend, es wäre ein ganz neues Geschwader, setzte sich erschrocken ab und hoffte auf das Erscheinen des Prinzen Rupert.
Am Morgen des 13. Juni zog sich Monck mit 30 kampfbereiten Schiffen nach Nordwesten in Richtung Themse-Mündung weiter zurück. Die Niederländer folgten ihm mit Mühe, und es fanden wenige Kämpfe statt. Allerdings lief eines der größten englischen Schiffe, die Prince Royal mit 92 Kanonen, Flaggschiff von Admiral George Ayscue, auf eine Untiefe. Sie musste den Niederländern überlassen werden und verbrannt. An diesem Abend erschien Rupert und brachte 20 frische Schiffe heran.
Am nächsten Tag wollten beide Seiten die Entscheidung erzwingen. Auf Ostkurs segelnd gelang es den Niederländern, in die Linie der Engländer einzubrechen. Bei heftigen Nahgefechten erlitten beide Seiten schwere Verluste, und schließlich brachen die Engländer den Kampf ab. Sie hatten fast ihre komplette Munition – der Vorrat lag bei 50 Geschossen pro Kanone – verschossen. Vizeadmiral Christopher Mings war tödlich verletzt. Auch die Niederländer verließen den Kampfplatz, da ihre leichteren Schiffe stark angeschlagen waren und sie ebenfalls kaum noch Munition hatten.
Damit endete eine der längsten Seeschlachten der Geschichte mit einem niederländischen Sieg. England verlor zehn Schiffe und 5000 Mann, darunter 1800 Gefangene, unter ihnen zwei Admiräle (sechs Schiffe wurden von den Niederländern erobert).
Die Niederlande büßten vier Schiffe ein sowie 2000 Mann, darunter einen bedeutenden Admiral (und auch Vizeadmiral Abraham van der Hulst). Wie heftig die Kämpfe waren, verdeutlicht der Bericht, dass einige der beteiligten Schiffe mehr als 1000 Treffer erhalten hatten.

## Folgen
Der Krieg war mit dieser Schlacht nicht zu Ende. Die Engländer konnten ihre Verluste schnell wieder wettmachen, während die Niederländer für kurze Zeit in dem Glauben waren, die englische Flotte zerstört zu haben. Schon am 4. August 1666 folgte die Schlacht, die im Englischen St. James’s Day Fight heißt, und in der England siegreich blieb.